# Zet je vanachter
Zet je vanachter (soms ook geschreven als "Zet je van achter" of "vannachter") is een Vlaams lied uit 1956, gezongen door Willy Lustenhouwer (1920-1994). Het is één van zijn bekendste nummers.
Het lied is volledig in het Brugs gezongen en is een soort reislied. De zanger nodigt iedereen die uit Brugge komt met hem mee te rijden. In het lied maakt de zanger een fietstocht langs verschillende West-Vlaamse plaatsen. De locaties die in het lied worden vermeld zijn: Menen, Roeselare, Oostende, Blankenberge, Kuurne, Heist, Tielt, Diksmuide, Izegem, Nieuwpoort, Harelbeke, Heule, Torhout, Dentergem, Knokke, Ieper, Kortrijk, Geluwe en Veurne. 